# الکساندر دانیلوویچ منشیکوف
الکساندر دانیلوویچ منشیکوف (به روسی: Алекса́ндр Дани́лович Ме́ншиков) (۱۶ نوامبر [سبک قدیمی: ۶] ۱۶۷۳ – ۲۳ نوامبر [سبک قدیمی: ۱۲] ۱۷۲۹) یکی از دولتمردان برجسته روسی در زمان روسیه تزاری و اوایل امپراتوری روسیه بود. او یکی از دوستان بسیار معتمد و مورد توجه پتر کبیر بود که آن چنان در عرصه قدرت ترقی کرد که پس از مرگ پتر در سال ۱۷۲۵ میلادی، تا سال ۱۷۲۷ به فرمانروای حقیقی روسیه بدل گشته بود.

## تولد اوایل زندگی

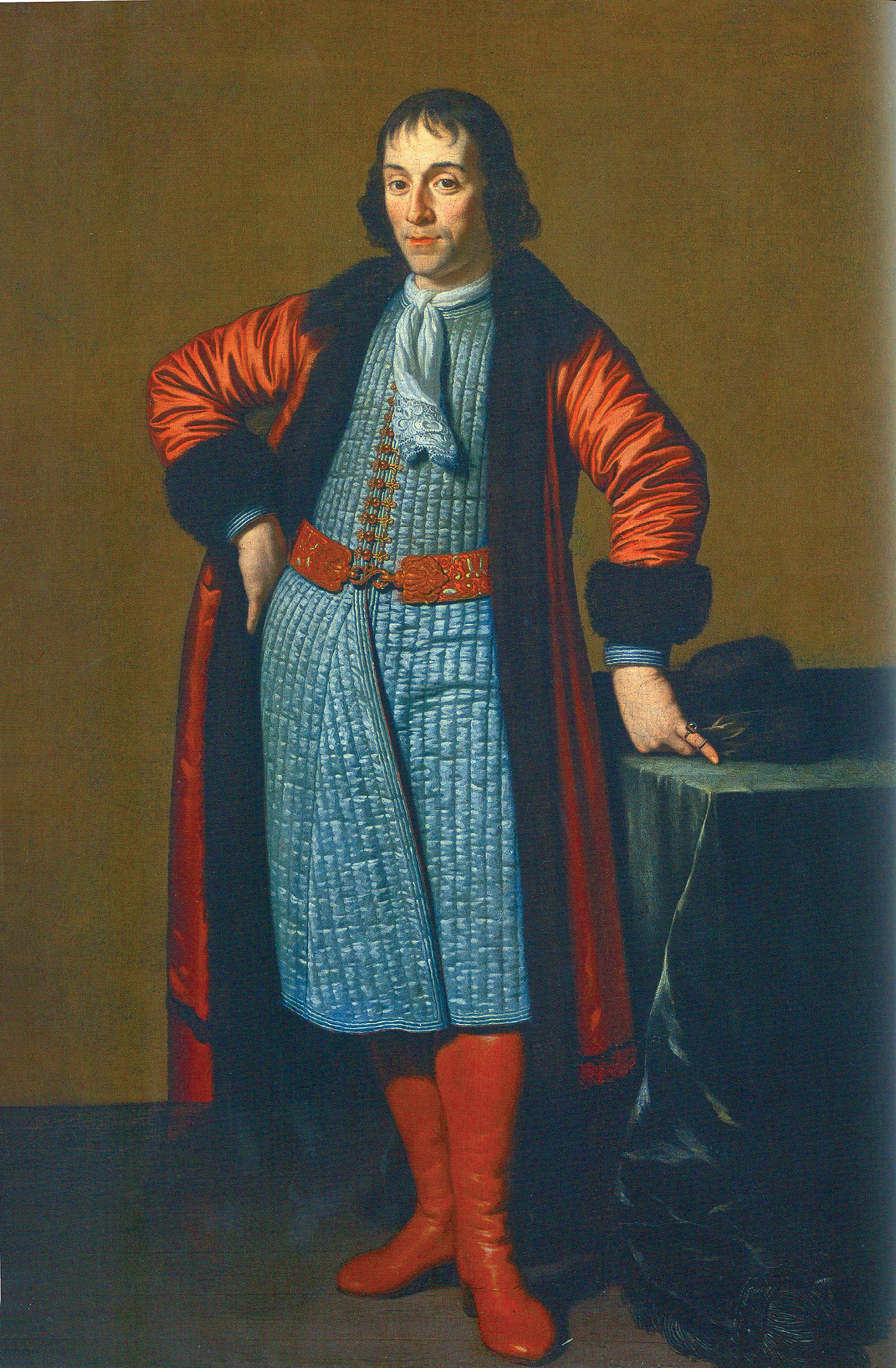
یک پرتره از الکساندر منشیکوف اثر میشل ون موشر در ۱۶۹۸م

منشیکوف در ۱۶ نوامبر [سبک قدیمی: ۶] ۱۶۷۳ در مسکو روسیه تزاری به دنیا آمد. او احتمالاً یک اشراف‌زاده نبود و به احتمال زیاد از نوادگان اصطبل‌بانان قصر بود که در کنار سایر جوانان، سربازان «ارتش‌های اسباب بازی» پتر یکم را در زمانی که در منطقه پرئوبراژنسکویه سکونت داشت، تشکیل می‌دادند. بر اساس یک افسانه، منشیکوف در بیست سالگی با پیراشکی فروشی در خیابان‌های مسکو امرار معاش می‌کرد. ظاهر زیبا و شخصیت شوخ او توجه فرانتس لفور، نخستین دوست صمیمی پیتر را به خود جلب کرد و لفور او را به خدمت گرفت و در نهایت به تزار معرفی کرد. پس از مرگ لفور در سال ۱۶۹۹، منشیکوف جانشین او به عنوان محبوب‌ترین و معتمد شخص نزد پتر شد.
منشیکوف در لشکرکشی‌های آزوف (۱۶۹۵–۱۶۹۶) علیه امپراتوری عثمانی مشارکت فعال داشت. او در طول نخستین سفارت خارجی پتر در سال بعد، در اسکله آمستردام و در کنار پتر کار کرد و دانش کاملی از کشتی‌سازی و زبان هلندی و آلمانی محاوره‌ای به دست آورد. او نخست تابع بوریس شرمتف بود که در زمان پیش از عقب‌راندن کارل دوازدهم در سال ۱۷۰۸، فرمانده کل ارتش روسیه بود و خود متعاقباً پس از نبرد هولوچین، تصرف باتورین و پیروزی در نبرد پولتاوا در سال ۱۷۰۹، به عنوان «فیلد مارشال» نایب گشت. علاوه بر این، دو شهر با انبوهی از نیروهایش به دارایی‌های او اضافه شد و تعداد رعیت‌های وی بیش از ۴۰ هزار نفر افزایش یافت که او را از نظر تعداد برده به دومین شخص پس از تزار در روسیه تبدیل کرد. در همان زمان، بوریس کوراکین درباره او می‌نویسد:
«الکساندر منشیکوف بسیار مورد توجه قرار گرفت و به درجه‌ای رسید که با افتخار تمام ایالت را اداره کرد. او به درجه فیلد مارشال رسید و توسط تزار ابتدا به عنوان کنت امپراتوری و سپس به زودی به عنوان پرنس و دوک اینگریا منصوب شد. تنها به او ربوبیت کتبی و کلامی داده شد. چنان محبوبیت قوی نسب به وی وجود داشت که فقط در تاریخ‌های رومی یافت می‌شود...»

## فعالیت‌ها و فسادها

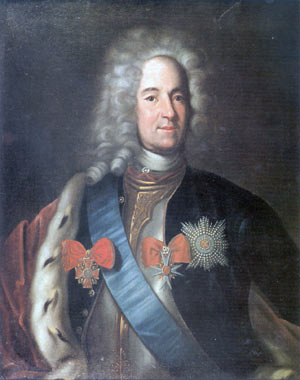
یک پرتره از الکساندر منشیکوف

الکساندر منشیکوف در حدود ۱۷۰۶، با اندرو وینیوس یکی دیگر از ملازمان پتر، درگیری داشت که موجب شد وینیوس تمام املاک و دارایی‌های خود را از دست بدهد. از سال ۱۷۰۹ تا ۱۷۱۴ او در طول لشکرکشی‌ها به کورلند، هلشتاین و پومرانیان خدمت کرد و پس از آن، در جایگاه فرماندار کل اینگریا، با اختیاراتی تقریباً نامحدود، نقش مهمی در مدیریت مدنی به او سپرده شد. منشیکوف اصولی را که اصلاحات پتر کبیر بر اساس آن‌ها انجام می‌شد کاملاً درک می‌کرد و دست راست تزار در تمام اقدامات عظیمش بود. اما او از موقعیت قدرتمند خود سوءاستفاده کرد و اغلب عملکردهای فاسدش، وی را به مرز تباهی کشاند. هر بار که پتر به دربار بازمی‌گشت، اتهامات تازه‌ای درباره فساد علیه منشیکوف دریافت می‌کرد.
نخستین طغیان جدی خشم پتر در مارس ۱۷۱۱، به دلیل غارت‌های منشیکوف در لهستان بود. در بازگشت به روسیه در سال ۱۷۱۲، پیتر متوجه شد که منشیکوف چشم خود را بر فساد عمده در فرمانداری کل خود بسته است. پتر برای آخرین‌بار به او هشدار داد که روش خود را تغییر دهد. با این حال باز در سال ۱۷۱۳، مشخص شد که او ۱۰۰ هزار روبل از دولت کلاهبرداری کرده است. در آن زمان او فقط ادامه زندگی خود را مدیون یک بیماری ناگهانی بود. پس از بهبودی، علاقه پیتر به دوستش بر احساس عدالت او غلبه کرد. در سال ۱۷۱۴ منشیکوف به عنوان همکار انجمن سلطنتی انتخاب شد. او نخستین شخص روسی بود که به عضویت این انجمن در می‌آمد.
در آخرین سال سلطنت پتر کبیر، ادعاهای جدیدی مبنی بر کلاهبرداری توسط منشیکوف آشکار شد و او مجبور شد برای محافظت از جانش به ملکه کاترین یکم پناه ببرد. پس از مرگ پتر در سال ۱۷۲۵، عمدتاً با تلاش منشیکوف و همکارش پیتر تولستوی بود که کاترین به تخت امپراتوری روسیه رسید. منشیکوف به «اصلاحات پترین» متعهد بود و متوجه شد که کاترین در آن زمان خاص تنها نامزد ممکن برای ادامه پیدا کردن آن سیستم بود. نام کاترین یک کلمه کلیدی برای جناح مترقی بود و قرار گرفتن وی بر تاج و تخت به معنای پیروزی نهایی بر تعصبات باستانی، اثبات ایده‌های جدید پیشرفت و حداقل امنیت برای منشیکوف و ثروت نامناسب او بود.

## اوج قدرت و سقوط
در طول سلطنت کوتاه کاترین (از فوریه ۱۷۲۵ تا مه ۱۷۲۷)، منشیکوف عملاً حاکم مطلق روسیه بود. او خود را به درجه بی‌سابقه جنرالیسیمو رساند و تنها فرد روسی بود که عنوان پرنس را یدک می‌کشید. پس از پایان ساخت کاخ منشیکوف در خاکریز رود نوا در سنت پترزبورگ (که اکنون به موزه ارمیتاژ اختصاص داده شده است)، منشیکوف قصد داشت اورانینباوم را پایتخت شاهزاده‌نشین زودگذر خود قرار دهد. الکساندر پوشکین، شاعر مشهور روس، در یکی از شعرهای خود از منشیکوف به عنوان «نیمه تزار» یاد کرده است.
در مجموع منشیکوف به خوبی حکمرانی کرد؛ موقعیت دشوار او به منزله محدودیتی بر تمایلات طبیعی او بود. او با وصیت‌نامه جعلی و یک کودتا، قدرت خود را پس از مرگ کاترین افزایش داد. درحالی‌که همکارش پیتر تولستوی می‌توانست الیزابت روسیه را به سلطنت برساند، منشیکوف پتر دوم، پسر جوان الکسی پتروویچ را برای ادامه دوران دیکتاتوری خود به عنوان یک دست‌نشانده بر تخت نشاند.

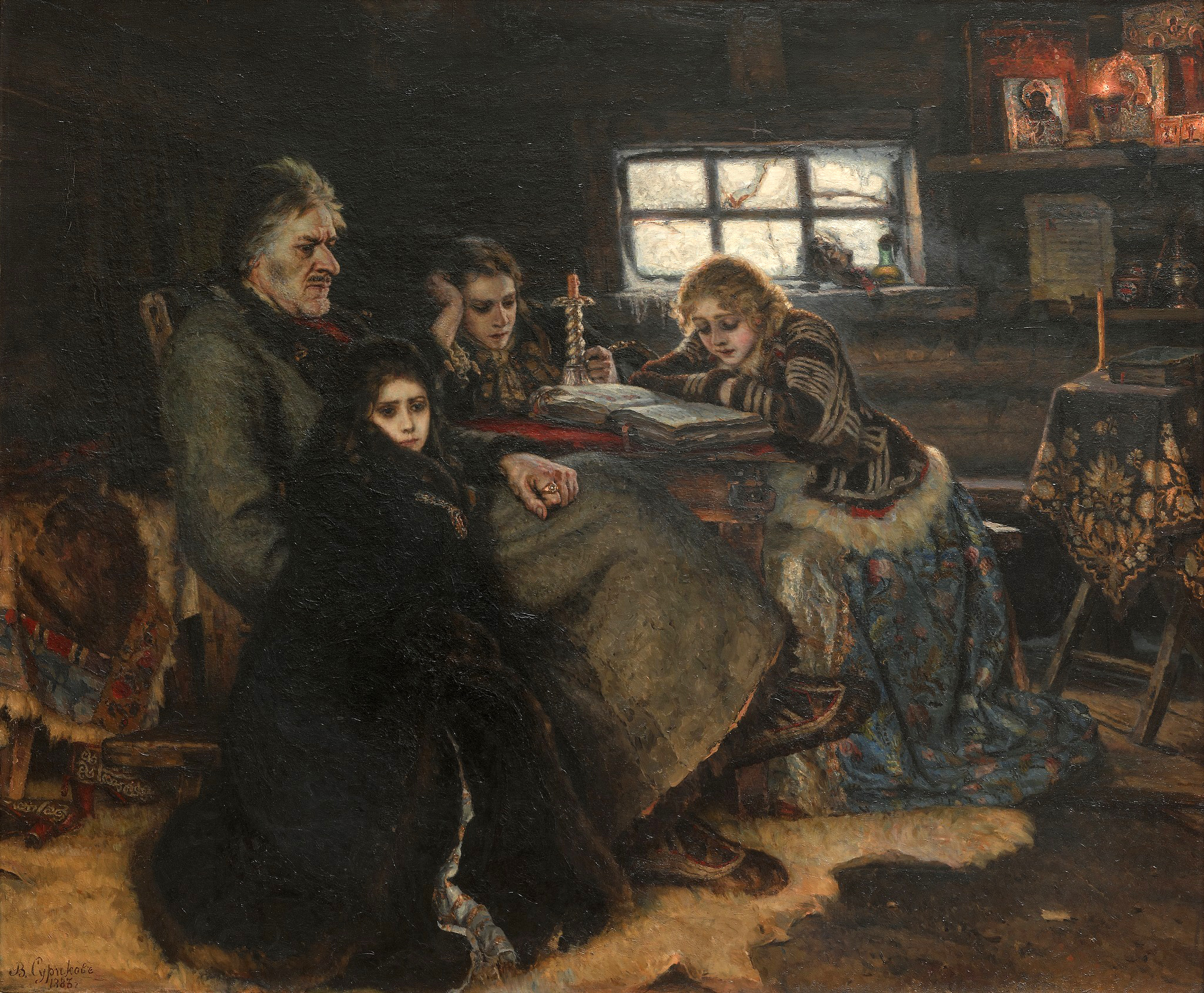
نگاره «منشیکوف در بریوزوف» اثر واسیلی سوریکوف در ۱۸۸۸م

سپس، منشیکوف قصد داشت با ازدواج دخترش ماریا با پتر دوم، جایگاه خود در رأس قدرت را به‌طور قطعی تثبیت کند. اما اشراف قدیمی به نمایندگی از دولگوروکوف‌ها و گالیتسین‌ها برای سرنگونی او با هم متحد شدند و او را به زیر کشیدند. به دنبال این کودتای قدرت در ۲۱ سپتامبر [سبک قدیمی: ۹] ۱۷۲۷، الکساندر منشیکوف از ثروت هنگفت خود محروم شد، تمام عنوان‌های خود را از دست داد و با تمام خانواده‌اش از پایتخت اخراج و به بریوزوف در سیبری تبعید شد که سر انجام در ۲۳ نوامبر [سبک قدیمی: ۱۲] ۱۷۲۹ در آنجا درگذشت. همسرش دریا میخایلوونا آرسنیوا در مسیر تبعید در سال ۱۷۲۸ در نزدیکی کازان درگذشت.
منشیکوف یک کلیسای چوبی در بریوزوف ساخت و دخترش را که در تبعید مرده بود در آنجا دفن کرد. الکساندرا و الکساندر، دو فرزند کوچک‌تر منشیکوف، از تبعید جان سالم به در بردند و در نهایت به دربار بازگردانده شدند.

## ارزیابی
پتر منشیکوف را متحدی بی‌بدیل می دانست. او دارای هوش، انرژی قوی، زیرکی و قدرت شهود بود. پس از مرگ لفور، پیتر در مورد منشیکوف گفت: «اکنون فقط یک دست دارم؛ یک دست دزد، اما وفادار!» اختلاس، خودسری و سوءظن روابط خیانت‌آمیز با دشمنان روسیه، که با این وجود شواهد مستندی برایشان نبود، پتر را به ویژه در سال‌های آخر زندگی خود، مجبور کرد که منشیکوف را تقریباً از آستانه رسوایی دور نگه دارد. از سال ۱۷۱۴، این محبوب سابق سلطنتی تقریباً به‌طور مداوم تحت بررسی بود. در زمان حکومت کاترین یکم که خود قادر به انجام امور دولتی نبود و نیز در دوره سلطنت نوه جوان پتر یعنی پتر دوم، منشیکوف به مدت دو سال فرمانروای عملی کشور شد. اما به دلیل عدم اعتدال، جاه‌طلبی و تکبر، دشمنان زیادی پیدا کرد و در پایان عمر تمام دستاوردهای خود را از دست داد.
ژنرال مانشتاین درباره وی می‌نویسد: «منشیکوف با رسیدن از پستی به درجات عالی، می‌توانست حرفه‌اش را با افتخار به پایان برساند؛ اگر جاه‌طلبی‌اش او را به حدی نمی‌رساند که هوس کند فرزندانش را به تاج و تخت روسیه برساند.» سفیر وقت اسپانیا نیز درباره او می‌گوید:
«[ماجرای منشیکوف]درس وحشتناکی برای محبوبان سلطنتی بود؛ زیرا منشیکوف در چنان جایگاهی با حکومت مستبدانه‌اش بر روسیه، ناگهان آبرو و تمام دارایی‌های خود را از دست داد و مجبور شد در سواحل دریای سفید و در جایی که با زحمت دستان خودش غذایی به دست می‌آورد، آخرین روزهای عمرش را سپری کند...»

## همسر و فرزندان

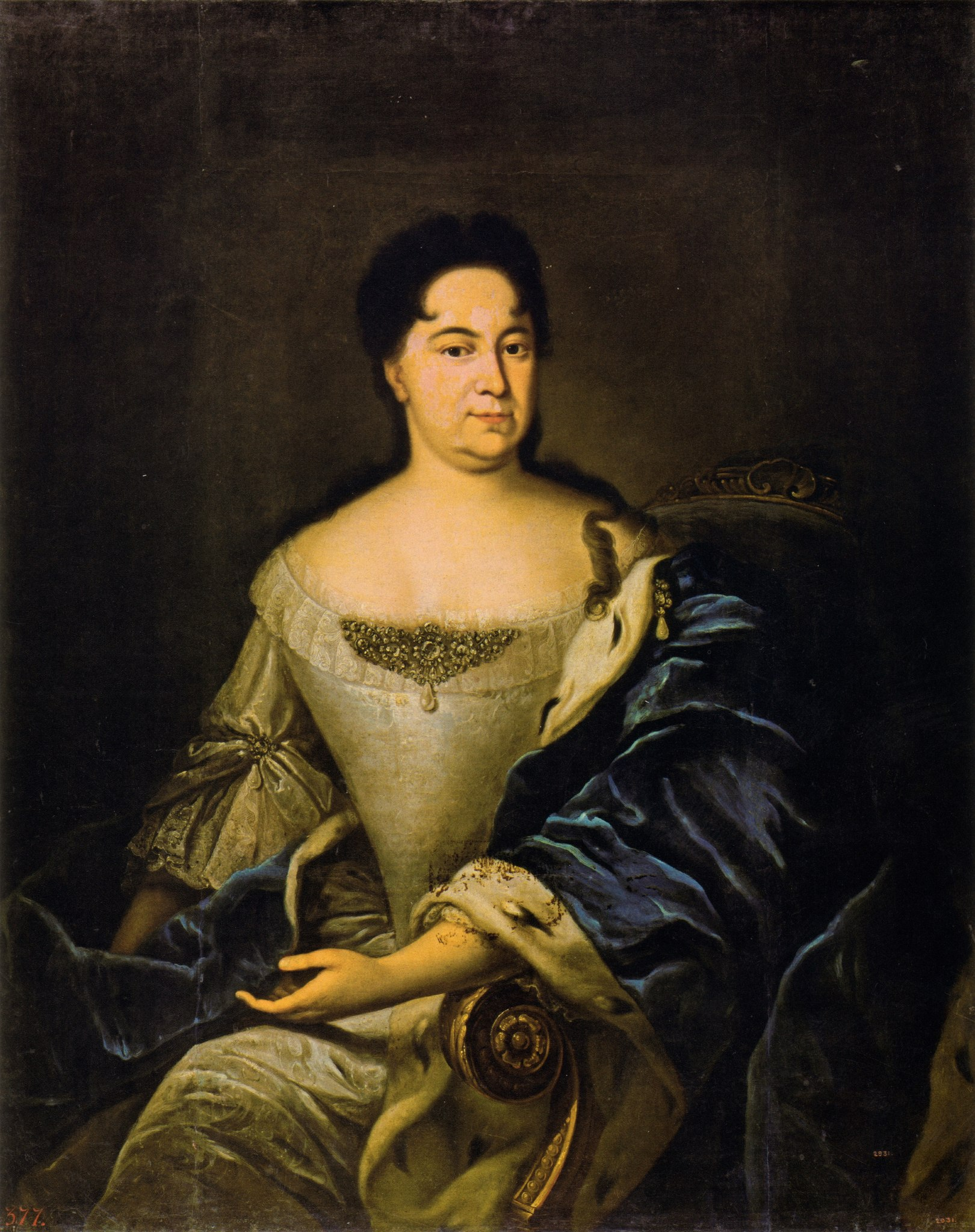
یک پرتره از داریا میخایلوونا آرسنیوا همسر منشیکوف

همسر منشیکوف داریا میخایلوونا آرسنیوا در یک خانواده اشرافی به دنیا آمد و در سال ۱۶۸۶ به خدمت خواهر پتر، تزارینا ناتالیا آلکسیونا رفت. آشنایی او با منشیکوف احتمالاً در حدود سال ۱۶۹۰ اتفاق افتاده است، اگرچه آنها در سال ۱۷۰۶ به‌طور رسمی هم ازدواج کردند. فرزندان آنها عبارت بودند از:
- ماریا الکساندرونا منشیکوف (۲۶ دسامبر ۱۷۱۱ – ۲۶ دسامبر ۱۷۲۹) با پتر دوم امپراتور روسیه نامزد کرد و در تبعید بر اثر آبله درگذشت.
- الکساندرا الکساندرونا منشیکوف (۱۷ دسامبر ۱۷۱۲ – ۱۳ سپتامبر ۱۷۳۶) با گوستاو فون بیرون، برادر ارنست یوهان فون بیرون ازدواج کرد و در هنگام زایمان درگذشت.
- الکساندر الکساندرویچ منشیکوف (مارس ۱۷۱۴ – ۲۷ نوامبر ۱۷۴۶) او نیز بعدها دوک اینگریا شد و با دوشس بزرگ ناتالیا آلکسیونا نامزد کرد؛ اما در نهایت با پرنسس یلیزاوتا پترونا گولیسینا ازدواج کرد.